# Austroraptor
Austroraptor is een geslacht van theropode dinosauriërs, behorend tot de groep van de Eumaniraptora, dat tijdens het late Krijt leefde in het gebied van het huidige Argentinië.

## Naamgeving
De typesoort Austroraptor cabazai werd in 2008 beschreven en benoemd door de Argentijnse paleontologen Fernando Emilio Novas, Diego Pol, Juan Canale, Juan Porfiri en Jorge Calvo. De geslachtsnaam betekent "zuidelijke rover", afgeleid van het Latijnse Auster, "zuidenwind" en raptor, "rover", een verwijzing naar het feit dat Argentinië op het zuidelijk halfrond ligt en het een roofdier betreft. De soortaanduiding eert wijlen Héctor Cabaza, de stichter van het Museo Municipal de Lamarque.
Verwarrend is dat de naam "Austroraptor" eerder informeel gebruikt werd voor de soort die later benoemd zou worden als Ozraptor, een niet-verwante Australische vorm.

## Vondst
Het fossiel, holotype MML-195, is een fragmentarisch skelet bestaande uit: een gedeeltelijke schedel met onderkaken; vijf nekwervels; twee ruggenwervels; ribben; buikribben; een rechteropperarmbeen; een derde handklauw; de schacht van het linkerschaambeen; een linkerdijbeen, een rechterscheenbeen, een rechtersprongbeen, een rechterhielbeen, en van de rechtervoet het derde middenvoetsbeen, het tweede kootje van de eerste teen, het tweede kootje van de tweede teen, het vierde kootje van de derde teen en het eerste kootje van de vierde teen. Het is in 2002 aangetroffen bij Bajo de Santa Rosa, negentig kilometer ten zuidwesten van de stad Lamarque in de provincie Río Negro in een laag van de Allenformatie die dateert uit het Campanien-Maastrichtien, zeventig miljoen jaar oud. De opgraving is gefinancierd door de National Geographic Society. Het fossiel is geprepareerd door Marcelo Pablo Isasi en Santiago Reuil.
In 2009 werd een tweede exemplaar aan de soort toegewezen, specimen MML-220 gevonden in 2008, dat bestaat uit een gedeeltelijk skelet met schedel van een volwassen individu dat iets kleiner is dan het holotype. Dit fossiel werd in 2012 beschreven door Philip John Currie. Het vult het holotype aan in de onderarm en elementen van de hand en de voet.

## Beschrijving

### Grootte en onderscheidende kenmerken
Austroraptor is een vrij grote soort. De beschrijvers extrapoleerden een lengte van 494,3 centimeter bij een gewicht van 368 kilogram vanuit een algemene verhoudingsformule bij de theropoden. In 2010 schatte Gregory S. Paul, meer rekening houdend met de langgerekte bouw van het dier, de lengte op zes meter, het gewicht op driehonderd kilogram.
De beschrijvers wisten enkele onderscheidende eigenschappen vast te stellen. Het traanbeen is sterk gepneumatiseerd; de onderste tak ervan buigt sterk naar voren terwijl de achterste tak horizontaal boven de oogkas sterk zijwaarts uitsteekt in een waaiervorm. Het postorbitale mist aan de binnenste bovenkant een uitsteeksel voor het contact met het voorhoofdsbeen; de achterste tak ervan richting squamosum is sterk gereduceerd. De halzen van de maxillaire tanden en die in de onderkaak zijn in het midden versmald. Het opperarmbeen is kort met iets minder dan de helft van de lengte van het dijbeen. Het tweede kootje van de tweede teen is smal terwijl het tweede kootje van de vierde teen juist zeer robuust is en tweemaal zo breed.
In 2012 stelde Currie dat het kenmerk van het brede tweede kootje van de vierde teen op een verwisseling met het eerste kootje berust.

### Skelet

#### Schedel

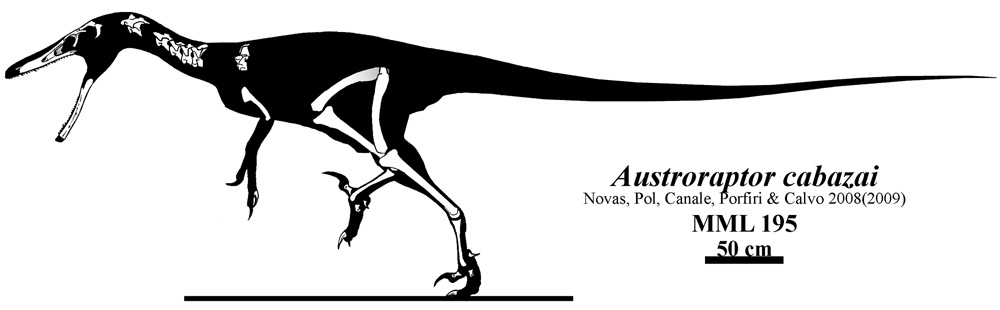
Een diagram van het skelet door Jaime Headden

De schedel van Austroraptor is naar verhouding zeer langgerekt, met een geschatte lengte van ongeveer tachtig centimeter tegenover een hoogte van de snuit van acht centimeter. De kop is hierdoor plat en wigvormig en draagt vele kleine kegelvormige, maar gekromde, tanden; er staan er vierentwintig in de rechte onderrand van de maxilla van de bovenkaak. De grote schedelopening vóór de oogkas, de fenestra antorbitalis, is langwerpig maar ligt nog vrij achteraan in een uitholling, de fossa antorbitalis die zich ver naar voren uitstrekt en vooraan een grote ovale fenestra maxillaris bezit; een daar nog voorliggende derde opening, een fenestra promaxillaris, ontbreekt echter. De bovenrand van de fossa strekt zich ook ver naar achteren uit, tot achter de fenestra antorbitalis. Het bovenkaaksbeen of de maxilla is overeenkomstig langwerpig waarbij de hoogte slechts 21% bedraagt van de lengte.

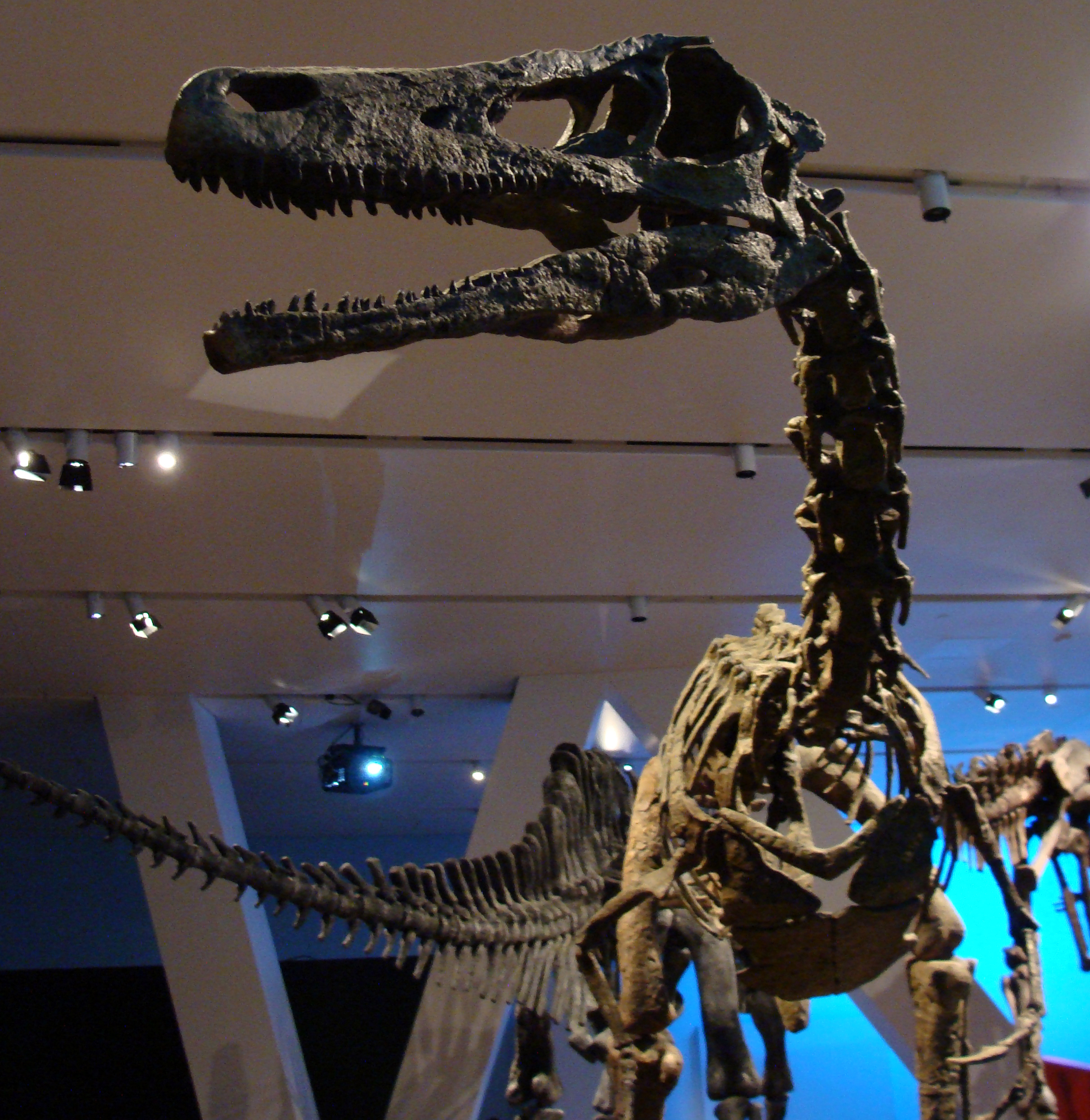
Een skeletmodel

De precieze verbinding tussen de snuit en het achterdeel van de schedel is lastig te interpreteren doordat het fossiel hier een hiaat toont. De beschrijvers gingen ervan uit dat achter het hiaat de achterrand van de fenestra antorbitalis aanwezig is en niet de oogkas; en dat de volgende zeer grote opening de oogkas vertegenwoordigt en niet het onderste slaapvenster. De bewaarde schedelelementen zijn dan in volgorde van voren naar achteren het gebroken traanbeen, voorhoofdsbeen en een laag postorbitale en niet het voorhoofdsbeen, postorbitale, squamosum en quadratum. De positie van het achterhoofd is dan onbekend en alle elementen hebben sterk afwijkende kenmerken. Het tweede exemplaar heeft dit niet kunnen verhelderen omdat van de schedel daarvan alleen het bovenkaaksbeen bewaard bleef. Het traanbeen is doorboord door twee foramina in de bovenhoek, wat verder bij de Dromaeosauridae niet voorkomt. Daarbij heeft het een unieke extreem naar achteren uitlopende tak die sterk bijdraagt aan de bovenrand van de oogkas. Het voorhoofdsbeen heeft een driehoekige omtrek: het bot versmalt naar voren tot een rechte beennaad met de neusbeenderen. Een typisch dromaeosauride kenmerk is dat de uitholling rond het bovenste slaapvenster naar voren uitloopt over de voorste tak van het postorbitale. Afwijkend is dat de uitholling, doorlopend over het achterste voorhoofdsbeen, daar eindigt in een rechte schuine rand in plaats van een gegolfde. Het postoribitale heeft een zeer basale bouw met korte achterste en voorste takken waarbij de voorste tak ook niet hol naar boven kromt zoals bij andere Maniraptora.
Het os dentale van de onderkaak is recht, langgerekt en lichtgebouwd. Openingen voor de aderkanalen liggen in een diepe groeve op de buitenzijde. Dit dentarium draagt vijfentwintig tanden. Uitgaande van een aantal van vier tanden in de praemaxilla bedraagt het totaal 106. De tanden van de onderkaak zijn kleiner, maar ook kegelvormig en naar achteren en binnen gebogen. Alle tanden missen snijranden en zijn met hun lengteas schuin naar achteren gericht. Ze hebben een cirkelvormige doorsnede. Ze zijn aan hun basis niet ingesnoerd wat typisch dromaeosauride is. Het email heeft echter cannelures zoals bij de Spinosauridae.

#### Postcrania

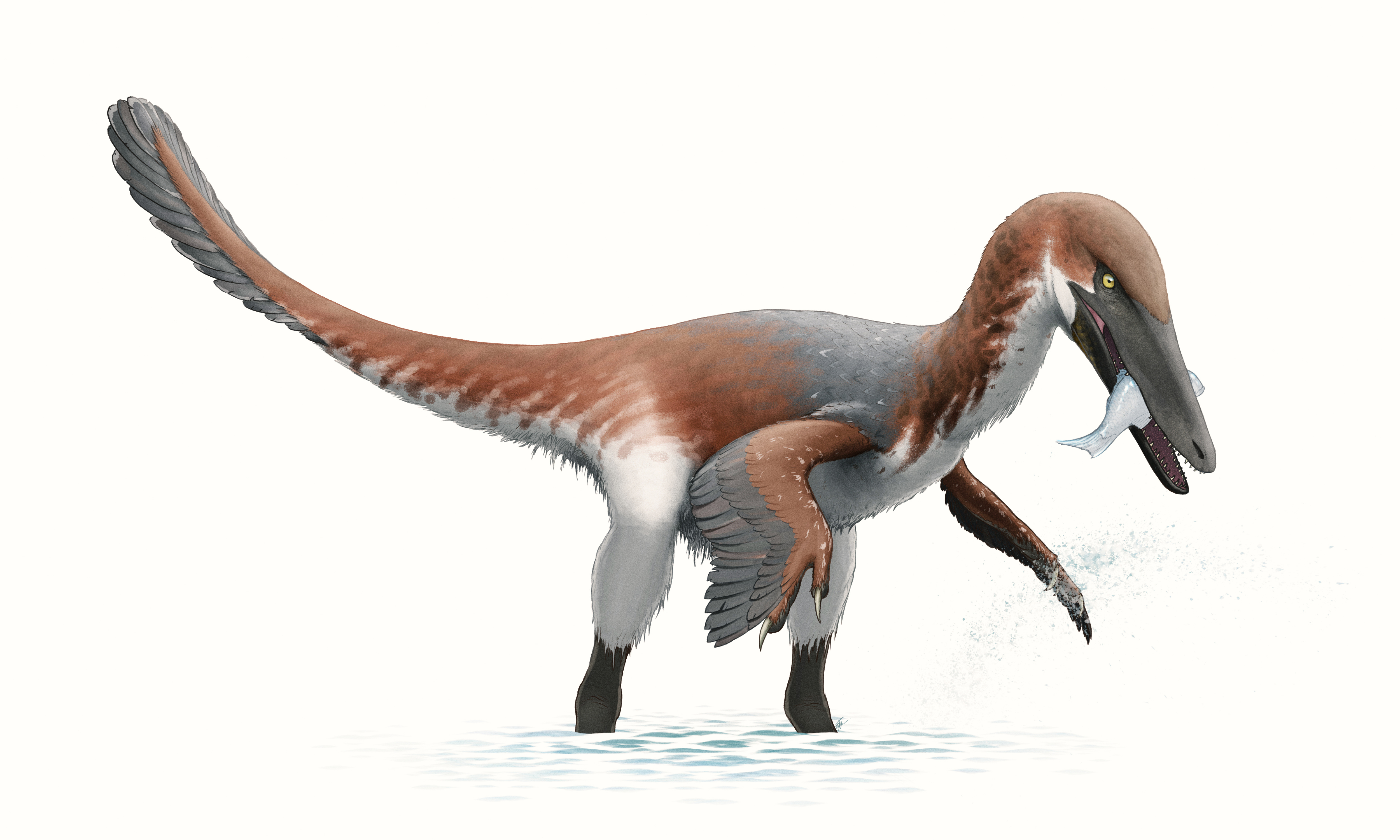
Austroraptor vangt een vis

Bij de halswervels zijn de wervellichamen onregelmatig trapeziumvormig met gladde onderkanten; de achterste missen bij het fossiel zowel de doornuitsteeksels als de epipofysen en volgens de beschrijvers was dit de natuurlijke toestand. De halswervels hebben verticale richels van de onderkant naar de zijkant lopen. De achterkanten van hun wervellichamen liggen in hetzelfde verticale vlak als de achterkanten van hun wervelbogen. Bij de voorste halswervels liggen de epipofysen achteraan op de achterste gewrichtsuitsteeksels. Bij de voorste onderrand van de derde halswervels zijn beschermende uitsteeksels voor de halsslagader zichtbaar. Bij de ruggenwervels zijn de zijuitsteeksels verkort en de doornuitsteeksels bovenaan overdwars verbreed, typisch unenlagiine kenmerken.
De armen zijn vrij kort; bij de meeste dromaeosauriden zijn ze veel langer. Het opperarmbeen is, hoewel kort met slechts 46% van de dijbeenlengte, robuust. De deltopectorale kam wijst naar voren en heeft een vlakke buitenkant in plaats van schuin naar buiten gericht te zijn met een uitgeholde buitenkant, zoals bij de meeste unenlagiinen. De bovenste binnenhoek van het opperarmbeen is goed ontwikkeld. In bovenaanzicht geeft het het boveneinde een golvend profiel. De klauw van de derde vinger is bij het holotype klein maar uitzonderlijk sterk gekromd. Specimen MML-220 laat zien dat de onderarm 72% van de lengte heeft van de bovenarm. Tussen ellepijp en spaakbeen bevindt zich een grote ruimte, het spatium interosseum, door een kromming van de ellepijp. Het spaakbeen is recht en een derde dunner dan de ellepijp. Het eerste middenhandsbeen is afgeplat; het bovenste gewrichtsvlak is driehoekig en tweemaal zo breed als het onderste. Bij MML-220 is het eerste kootje van de eerste vinger langgerekt met een lengte van 90,5 millimeter. Dit specimen laat zien dat de eerste handklauw veel groter is dan de derde; de tweede klauw doet er weinig aan onder. De handklauwen hebben de typische sterke ontwikkeling van de bult voor de aanhechting van de pees van de krommende spier.
Het dijbeen is robuust met een geschatte lengte van zesenvijftig centimeter, ongeveer even lang als het scheenbeen dat op 565 millimeter bepaald kon worden. De middenvoet heeft 58% van de lengte van het onderbeen. Bij MML-220 is het tweede middenvoetsbeen beter bewaard dan bij het holotype en het element is lang en hoog met aan het onderste uiteinde een ginglymus of scharniergewricht wat uniek zou zijn voor de Dromaeosauridae. Het derde middenvoetsbeen is bovenaan toegeknepen. De voet draagt de voor meer basale eumaniraptoren typerende sikkelklauw. Het tweede kootje van de tweede teen is voor het dragen hiervan ingesnoerd en voorzien van een "hiel". Het eerste kootje van die teen heeft een scharniergewricht. De voet was volgens Novas door de brede vierde teen opmerkelijk asymmetrisch. Het tweede kootje van die teen is proportioneel driemaal zo breed als bij andere Dromaeosauridae. Hierom heeft Alan Turner zich in 2012 afgevraagd of het holotype geen chimaera kon zijn, een mengeling van materiaal van twee soorten. Currie had hetzelfde jaar door vergelijking met specimen MML-220 een andere verklaring: Novas had het eerste kootje voor het tweede aangezien. De vierde teen is dus niet speciaal breed en de voet niet asymmetrisch. Het bovenste gewrichtsvlak van het eerste kootje van de vierde teen is hoger dan breed en nauwer dan het ondervlak, een afwijkend kenmerk dat alleen gedeeld wordt met Neuquenraptor.

## Fylogenie

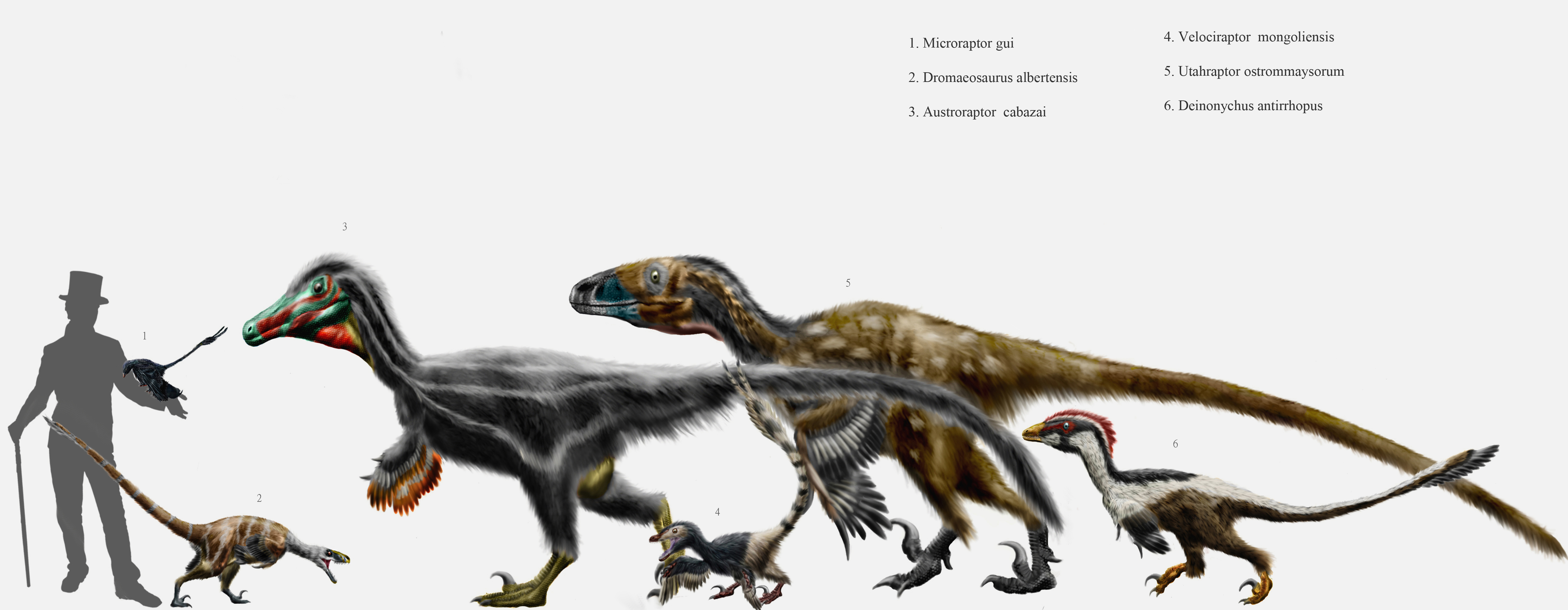
Austroraptor, (3), vergeleken met andere Dromaeosauridae

Volgens een eerste cladistische analyse behoort Austroraptor tot de Dromaeosauridae en meer bijzonder tot de Unenlagiinae, met als nauwste verwanten Unenlagia en Buitreraptor. Hij is met zijn lengte van ongeveer vijf meter de grootste dromaeosauride die van het zuidelijk halfrond bekend is — en is ook de jongste. De unenlagiinen staan bekend om hun lange armen die een recente afkomst van een vliegende voorouder doen vermoeden, maar Austroraptor is in dit opzicht erg afwijkend met zijn korte voorpootjes en toont volgens de beschrijvers de tot nu toe onvermoede morfologische variatie van de groep. De kegelvormige tanden wijzen op een aanpassing aan het vangen van kleine prooien of wellicht vissen. Aan de andere kant wijzen de beschrijvers op de mogelijkheid dat de meer omvattende groep van de Coelurosauria tijdens het Maastrichtien in Zuid-Amerika juist zo groot werd door het uitsterven van de eerdere gigantische Carcharodontosauridae waarvan de opengevallen niches als grote predatoren gevuld werden door coelurosauriërs in concurrentie met de Abelisauridae.
Volgens een analyse van Novas en Federico Agnolin uit 2011 was Austroraptor de zustersoort van Buitreraptor en waren de Unenlagiidae de zustergroep van de vogels. Latere analyses hebben dit laatste aspect echter niet bevestigd. De studie van Turner uit 2012 vond Austroraptor als de zustersoort van Unenlagia zoals getoond in het volgende kladogram:
|  | Buitreraptor                                               |
|  |                                                            |
|  | \| \| Austroraptor \| \| \| \| \| \| Unenlagia \| \| \| \| |
|  |                                                            |
|  | Austroraptor                                               |
|  |                                                            |
|  | Unenlagia                                                  |
|  |                                                            |

|  | Austroraptor |
|  |              |
|  | Unenlagia    |
|  |              |

|  | Buitreraptor                                               |
|  |                                                            |
|  | \| \| Austroraptor \| \| \| \| \| \| Unenlagia \| \| \| \| |
|  |                                                            |
|  | Austroraptor                                               |
|  |                                                            |
|  | Unenlagia                                                  |
|  |                                                            |

|  | Austroraptor |
|  |              |
|  | Unenlagia    |
|  |              |